# Sonia Barrio
Sonia Barrio Gutiérrez (* 13. Dezember 1969 in Madrid) ist eine ehemalige spanische Hockeyspielerin. Sie gewann 1992 die olympische Goldmedaille.

## Karriere
Sonia Barrio nahm mit der Spanischen Nationalmannschaft an den Olympischen Spielen 1992 in Barcelona teil. In der Vorrunde siegten die Spanierinnen zweimal und spielten gegen die Deutschen unentschieden. Im Halbfinale besiegten sie die Südkoreanerinnen nach Verlängerung. Im Finale gegen die Deutschen ging es ebenfalls in die Verlängerung. In der 83. Minute erzielte Elisabeth Maragall aus einer Spielsituation heraus den Siegtreffer zum 2:1.
Zwei Jahre später belegte die spanische Mannschaft den achten Platz bei der Weltmeisterschaft 1994 in Dublin. 1995 bei der Europameisterschaft in Amstelveen erreichten die Spanierinnen das Finale und unterlagen erst nach Siebenmeterschießen der niederländischen Mannschaft. Bei den Olympischen Spielen 1996 in Atlanta belegten die Spanierinnen den achten Platz. Sonia Barrio erzielte nach einer Strafecke ein Tor gegen die Niederländerinnen.
Bei den Olympischen Spielen 2000 in Sydney trat Sonia Barrio noch einmal an. Die Spanierinnen belegten in der Vorrunde den dritten Platz in ihrer Gruppe hinter den Australierinnen und den Argentinierinnen. In der Zwischenrunde spielten die Spanierinnen gegen die ersten drei Mannschaften der anderen Vorrundengruppe und erreichten das Spiel um eine Bronzemedaille gegen die niederländische Mannschaft. Hier siegten die Niederländerinnen mit 2:0, so dass die Spanierinnen den vierten Platz belegten.